# سطوح ضد میکروب
یک سطح ضد میکروبی سطحی شامل یک عامل ضد میکروبی است که توانایی میکروارگانیسم‌ها برای رشد بر روی سطح ماده را مهار می‌کند. این سطوح به‌طور گسترده برای استفاده در زمینه‌های مختلف از جمله کلینیک‌ها، صنعت و حتی خانه مورد بررسی قرار می‌گیرند. رایج‌ترین و مهم‌ترین استفاده از پوشش‌های ضد میکروبی در زمینه بهداشت و درمان برای استریل کردن دستگاه‌های پزشکی برای جلوگیری از عفونت‌های مرتبط با بیمارستان است، که تقریباً ۱۰۰۰۰۰ مرگ در ایالات‌متحده را به خود اختصاص داده‌است. علاوه بر دستگاه‌های پزشکی، کتان و لباس می‌توانند محیط مناسبی برای بسیاری از باکتری‌ها، قارچ‌ها و ویروس‌ها فراهم کنند تا در تماس با بدن انسان که امکان انتقال بیماری‌های عفونی را فراهم می‌کند، رشد کنند. سطوح ضد میکروبی در فرایندهای مختلفی عامل بازدارنده رشد میکروب می‌شوند. یک پوشش ممکن است بر روی سطحی که دارای ترکیب شیمیایی است و برای میکروارگانیسم‌ها سمی است، اعمال شود. در عوض، می‌توان سطح را با جذب یک پلیمر یا پلی پپتید یا با تغییر ریز ساختار و نانو ساختار آن، عامل بازدارنده کرد.
نوآوری در سطوح ضد میکروبی باعث کشف این موضوع شده‌است که مس و آلیاژهای آن (مس، برنز، کوپرونیکل، مس - نیکل - روی و غیره) مواد ضد میکروبی طبیعی هستند که خواص ذاتی برای تخریب طیف وسیعی از میکروارگانیسم‌ها را دارند. مطالعات فراوانی در مورد اثرات ضد میکروبی در رابطه با اثرات مس برای از بین بردن باکتری‌ها صورت گرفته‌است. از جمله باکتری و ویروس‌های:
استافیلوکوکوس، انتشار کلواستریدیوم، ویروس آنفلوانزا، آدنوویروس و قارچ. O157 H استافیلوکوکوس مقاوم به متی سیلین
برای رسیدن به این امر ماهیت فیزیکی سطح، یا آرایش شیمیایی می‌تواند دستکاری شود تا محیطی ایجاد شود که میکروارگانیسم‌ها به دلایل مختلف نمی‌توانند در آن ساکن باشند. مواد فتوکاتالیتیکی برای توانایی خود در کشتن بسیاری از میکروارگانیسم‌ها مورد استفاده قرار می‌گیرند و بنابراین می‌توانند برای سطوح خود تمیزکننده و همچنین تمیز کردن هوا، تصفیه آب و فعالیت ضد توموری مورد استفاده قرار گیرند.

## مکانیسم

### نقره
نشان‌داده شده‌است که یون‌های نقره با گروه تیول در آنزیم‌ها واکنش می‌دهند و آن‌ها را غیرفعال می‌کنند که منجر به مرگ سلول می‌شود. این یون‌ها می‌توانند آنزیم‌های اکسیداتیو مانند الکل دهیدروژناز مخمر را مهار کنند. نشان‌داده شده‌است که یون‌های نقره برای افزایش دایمریزاسیون پیریمیدین توسط واکنش فتودینامیک و احتمالاً جلوگیری از تکثیر DNA، با DNA برهمکنش دارند. استفاده از نقره به عنوان ضد میکروبی به خوبی مستند شده‌است

### مس
مکانیسم‌های ضد میکروبی مس چندین دهه است که مورد مطالعه قرار گرفته‌است و هنوز تحت بررسی هستش. خلاصه‌ای از مکانیزم‌های بالقوه در اینجا موجود است: خواص ضد میکروبی مس مکانیزم‌های اثر ضد باکتریایی مس. امروزه محققان بر این باورند که مهم‌ترین مکانیزم‌ها عبارتند از:
- سطوح بالای مس در داخل سلول باعث استرس اکسیداتیو و تولید پراکسید هیدروژن می‌شود. مس اضافی باعث کاهش تمامیت غشا میکروب‌ها شده و منجر به نشت مواد مغذی ضروری سلول مانند پتاسیم و گلوتامات می‌شود. این امر منجر به کاهش رطوبت و مرگ سلولی متعاقب آن می‌شود.
- در حالی که مس برای بسیاری از توابع پروتئین مورد نیاز است، در وضعیت اضافی (مانند سطح آلیاژ مس)، مس به پروتئین‌هایی متصل می‌شود که برای عملکرد خود به مس نیاز ندارند. این اتصال «نامناسب» منجر به از دست رفتن عملکرد پروتئین، یا تجزیه پروتئین به بخش‌های غیر کارکردی می‌شود.

## سازمان دهی‌ها
پوشش‌های سازمانی سیلان، میانگین ACCs کمتری را نسبت به آن‌هایی که در کنترل مشاهده شده‌اند، به دست نمی‌دهند.

### جذب مواد مغذی
نتایج نشان داد که غلظت عناصر غذایی روی سطوح غیر ضد میکروبی مستقل از غلظت آن‌ها می‌باشد. همچنین ذکر شد که عوامل ضد میکروبی مانند نوورون ای جی ۳۰۰ (نقره هیدروژن زیرکونیوم فسفات) مانع از رشد باکتری E هنگامی که غلظت عناصر غذایی زیاد است، امااگر با کاهش آن‌ها، این کار را انجام دهید. این نتیجه منجر به مکانیسم ضد میکروبی احتمالی محدود کردن جذب سلها یا بهره‌وری از مواد مغذی می‌شود.

### آمونیوم چهارتایی
ترکیب آمونیوم چهارتایی دی متیل اکتادسیل (۳ - تری متوکسی سیلیل پروپیل) کلرید آمونیوم (Si - QAC)کشف شده‌است که وقتی به صورت کووالانسی به یک سطح متصل می‌شود، فعالیت ضد میکروبی دارد. بسیاری از ترکیبات آمونیوم چهارتایی دیگر خواص ضد میکروبی دارند (به عنوان مثال آلکیل دی متیل بنزیل آمونیوم کلرید و دی دسیل دی متیل آمونیوم کلرید). این دو مورد آخر ترکیبات فعال غشایی هستند. این امر منجر به نشت سلولی و آزاد شدن کلی استخرهای جذب پتاسیم داخل سلولی می‌شود.

## انتخاب پذیری
طبق تعریف، «ضد میکروبی» به چیزی اشاره دارد که برای یک میکروب مضر است. از آنجایی که تعریف یک میکروب می‌تواند شامل سلول‌ها و انواع سلول‌های پستانداران که به‌طور معمول با بیماری‌هایی مانند باکتری‌ها، ویروس‌ها، تک‌یاخته‌ها و قارچ‌ها در ارتباط هستند، باشد.
انتخاب پذیری به توانایی مبارزه با نوع خاصی از موجودات زنده اشاره دارد. بسته به کاربرد، توانایی مبارزه انتخابی با میکرو ارگانیسم‌های خاص در حالی که اثر مضر کمی علیه دیگران دارند، سودمندی یک سطح ویژه ضد میکروبی را در یک زمینه مشخص نشان می‌دهد.

### باکتری زدایی
یک راه اصلی برای مبارزه با رشد سلول‌های باکتریایی در سطح جلوگیری از چسبندگی اولیه سلول‌ها به آن سطح است. برخی از پوشش‌ها که این کار را انجام می‌دهند عبارتند از: پوشش‌های هیدروکسی آپاتیت حاوی کلرهگزیدین، پوشش‌های پلی لاکتید حاوی کلرهگزیدین بر روی یک سطح آندایز شده، و پوشش‌های پلیمر و کلسیم فسفات با کلرهگزیدین.
پوشش‌های زیستی روش دیگری را برای جلوگیری از رشد باکتری‌ها فراهم می‌کنند. جنتامایسین یک آنتی‌بیوتیک است که طیف ضد باکتریایی نسبتاً وسیعی دارد. همچنین، جنتامایسین یکی از انواع نادر آنتی‌بیوتیک‌های ترمو - پایدار است و بنابراین یکی از پر استفاده‌ترین آنتی‌بیوتیک‌ها برای پوشش دهی ایمپلنت‌های تیتانیوم است. سایر آنتی‌بیوتیک‌ها با طیف ضد باکتریایی وسیع عبارتند از: سفالوتین، کاربنی سیلین، آموکسی‌سیلین، سفامدول، توبرامایسین و ونکومایسین.
مس و سطوح مسی ابزار مؤثری برای جلوگیری از رشد باکتری‌ها هستند.
- به‌طور مداوم آلودگی باکتریایی را کاهش می‌دهد، و به ۹۹٫۹٪ کاهش در طول دو ساعت نوردهی می‌رسد؛
- بیش از ۹۹٫۹٪ باکتری‌های گرم منفی و گرم مثبت را در دو ساعت پس از قرار گرفتن می‌کشد؛
- بیش از ۹۹٫۹٪ باکتری‌ها را در عرض دو ساعت می‌کشد و ۹۹٪ باکتری‌ها را حتی پس از آلودگی مکرر از بین می‌برد.
- کمک به جلوگیری از انباشته شدن و رشد باکتری‌ها در طول دو ساعت قرار گرفتن بین مراحل پاک‌سازی، مسیریابی وبه بهداشتی کردن کمک می‌کند.

### بازدارنده‌های ویروسی
ویروس‌های انفلونزا عمدتاً از فرد به فرد از طریق قطرات هوا تولید شده در هنگام سرفه و عطسه پخش می‌شوند. با این حال، ویروس‌ها می‌توانند هنگامی که فردی با قطرات تنفسی برخورد می‌کند که بر روی یک شی یا سطح قرار می‌گیرد نیز منتقل شوند. در طول این مرحله است که یک سطح ضد ویروسی می‌تواند بزرگ‌ترین نقش را در کاهش گسترش ویروس ایفا کند. اسلایدهای شیشه‌ای رنگ‌شده با پلی کاتیون زنجیره بلند آبگریز N, N دودسیل، متیل پلی اتیلین به شدت برای ویروس‌های آنفلوانزای A نام برد،
سطوح آلیاژ مس برای کارایی ضد ویروسی خود مورد بررسی قرار گرفته‌اند. بعد از یک ساعت انکوباسیون روی مس، ذرات فعال ویروس آنفلوانزا A تا ۷۵٪ کاهش یافتند. بعد از شش ساعت، ذرات روی مس به میزان % ۹۹۹ / ۹۹ کاهش یافتند. همچنین، ۷۵٪ از ذرات ویروس اسهال در مدت ۱ ساعت بر روی مس غیرفعال شدند. ظرف شش ساعت، ۹۹٫۹۹۹٪ از ذرات آدنوویروس غیرفعال شدند.

### بازدارنده‌های قارچی
یک پیوند ضد قارچی مشتق از کروموگرانین (CGA ۴۷ ۶۶، کروموفانین) وقتی بر روی یک سطح قرار می‌گیرد، نشان‌داده شده‌است که با برهم کنش با غشای قارچی است و در نتیجه با نفوذ به داخل سلول، فعالیت ضد قارچی دارد. علاوه بر این، مطالعات آزمایشگاهی نشان داده‌اند که چنین پوشش ضد قارچی قادر به مهار رشد مخمر کاندیدا آلبیکنس تا ۶۵٪ است و تکثیر قارچ رشته‌ای نوروسپورا کراسا را به‌طور کامل متوقف می‌کند.
مس وسطوح مسی یک حدیده از گونه‌های آسپرژیلوس را نشان داده‌اند. از این رو، پتانسیل کمک به جلوگیری از گسترش قارچ‌های عامل عفونت‌های انسانی با استفاده از آلیاژهای مس (به جای فلزات غیر ضد قارچی) در سیستم‌های تهویه مطبوع، ارزش بررسی‌های بیشتر را دارد.

## تغیرات سطح

### اصلاح فیزیکی

#### زبری سطح
توپولوژی فیزیکی یک سطح، محیط زیست پذیر برای باکتری‌ها را تعیین خواهد کرد؛ که ممکن است بر توانایی یک میکروب برای چسبیدن به سطح آن تأثیر بگذارد. سطوح نساجی، به دلیل فراوانی فاصله بین الیاف، برای میکروب‌هایی که می‌خواهند به آن‌ها می‌چسبند، بسیار کارآسانی هست.

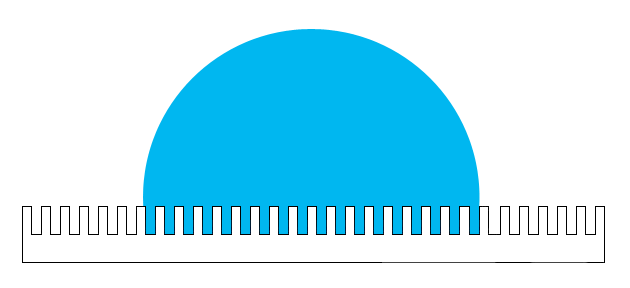
تصویر ۱: مدل ونزل

مدل ونزل برای محاسبه وابستگی زبری سطح به زاویه تماس مشاهده‌شده توسعه داده شد. سطوحی که از نظر اتمی صاف نیستند، زاویه تماس مشاهده‌شده را نشان می‌دهند که از زاویه تماس واقعی سطح تغییر می‌کند. معادله به صورت زیر بیان می‌شود:

#### cosΘobs=R∗cosΘ{\displaystyle cos\Theta _{obs}=R*cos\Theta }
که در آن R نسبت مساحت واقعی سطح به مساحت مشاهده‌شده یک سطح و θ زاویه تماس یانگ است که برای یک سطح ایده‌آل تعریف شده‌است

## اصلاح شیمیایی

### انتقال پلیمرها به سطح
فعالیت ضد میکروبی را می‌توان از طریق پیوند پلیمرهای عامل دار شده، به عنوان مثال، آن‌هایی که با گروه‌های عاملی آمین چهارتایی پایان می‌یابند، از طریق یکی از دو روش اصلی، به یک سطح منتقل کرد. با این روش‌ها «پیوند به» و «پیوند از» پلیمرها را می‌توان از نظر شیمیایی به سطح جامد پیوند داد و بنابراین خواص سطح (یعنی فعالیت ضد میکروبی) را می‌توان کنترل کرد. ثابت شده‌است که پلیمرهای حاوی یون آمونیوم چهارتایی (PQA)به‌طور مؤثری سلول‌ها و هاگ‌ها را از طریق میانکنش با غشاهای سلولی از بین می‌برند. ثروت مونومرهای نیتروژن دار را می‌توان چهار برابر کرد تا از نظر بیولوژیکی فعال باشد. این مونومرها، برای مثال ۲ دی متیل آمینو اتیل متاکریلات (DMAEMA)یا ۴ - وینیل پیریدین (۴ - VP)می‌توانند متعاقباً با ATRP پلیمریزه شوند؛ بنابراین سطوح ضد میکروبی را می‌توان از طریق «پیوند به» یا «پیوند از» مکانیزم تهیه کرد.

### انتقال
تغییر جهت شامل جذب قوی یا پیوند شیمیایی یک مولکول پلیمر به یک سطح از محلول است. این فرایند به‌طور معمول از طریق یک عامل جفت کننده که یک دسته را بر روی سطح به یک گروه واکنشی در هر یک از انتهای زنجیره پیوند می‌دهد، به دست می‌آید. اگرچه این روش ساده است، اما از عیب چگالی پیوند نسبتاً پایین در نتیجه ممانعت فضایی از کویله‌ای پلیمری متصل به آلدریکی رنج می‌برد. بعد از جفت شدن، همانند همه موارد، پلیمرها تلاش می‌کنند تا آنتروپی خود را به‌طور معمول با فرض یک برس یا کنفورماسیون قارچ به حداکثر برسانند؛ بنابراین، مکان‌های اتصال بالقوه در زیر این «قلمرو قارچ» غیرقابل‌دسترس می‌شوند.

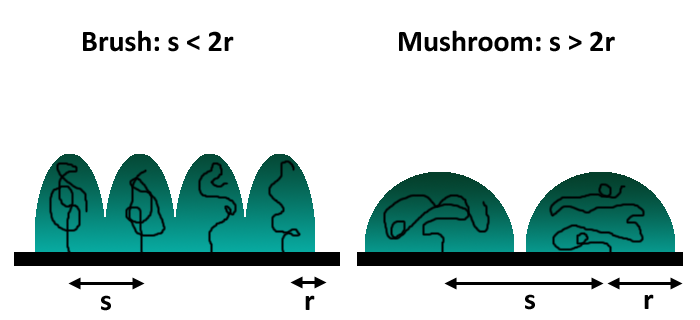
تصویر ۲: طرح شماتیک تراکم پیوند.

پلیمرهای از پیش سنتز شده، مانند کوپلیمر می‌توانند به سادگی با غوطه‌ور کردن سطح در محلول آبی حاوی، بر روی یک سطح (به عنوان مثال شیشه) تثبیت شوند. پلیمر. برای فرایندی مانند این، چگالی پیوند به غلظت و وزن مولکولی پلیمر و همچنین مقدار زمانی که سطح در محلول غوطه‌ور شده‌است، بستگی دارد. همان‌طور که انتظار می‌رود، یک رابطه معکوس بین چگالی پیوند و وزن مولکولی وجود دارد. از آنجا که فعالیت ضد میکروبی به غلظت آمونیوم چهارتایی متصل شده به سطح بستگی دارد، تراکم پیوند و وزن مولکولی عوامل مخالف را نشان می‌دهند که می‌توانند برای رسیدن به کارایی بالا دستکاری شوند.

### تثبیت ملکول‌های اولیه بر روی سطح
این محدودیت را می‌توان با پلیمریزه کردن مستقیم بر روی سطح حل کرد. این فرایند به پیوند یا پلیمریزاسیون آغاز شده سطحی (SIP گفته می‌شود. همان‌طور که از نامش پیداست، مولکول‌های آغازگر باید بر روی سطح جامد تثبیت شوند. همانند دیگر روش‌های پلیمریزاسیون، SIP می‌تواند برای دنبال کردن مکانیزم‌های رادیکال، آنیونی یا کاتیونی مناسب باشد و می‌تواند با استفاده از پلیمریزاسیون انتقال افزودن برگشت‌پذیر (RAFT)، پلیمریزاسیون رادیکالی انتقال اتم (ATRP)یا تکنیک‌های واسطه نیتروکسیدی کنترل شود.
یک پلیمریزاسیون کنترل‌شده، تشکیل ساختارهای پلیمری کنفورماسیون کشیده را میسر می‌سازد که چگالی پیوند را به حداکثر رسانده و در نتیجه بازدهی بیوسایدال را به دنبال خواهد داشت. این فرایند همچنین امکان پیوند چگالی بالای پلیمر با وزن مولکولی بالا را فراهم می‌کند که کارایی را بیشتر بهبود می‌بخشد.

### سطح فوق آب گریز
یک سطح فوق آبگریز انرژی کمی دارد، به‌طور کلی سطحی سخت است که در آن آب دارای زاویه تماس ۱۵۰ درجه است. مواد غیر قطبی مانند هیدروکربن‌ها به‌طور سنتی انرژی سطحی نسبتاً پایینی دارند، با این حال این ویژگی به تنهایی برای رسیدن به فوق آبگریزی کافی نیست. سطوح ابر آبگریز می‌توانند به چند روش ایجاد شوند، با این حال بیشتر استراتژی‌های سنتز از طرح‌های طبیعی الهام می‌گیرند. مدل Cassie - Baxter توضیحی را برای ابر هیدروپتوزیسیتی هوای به‌دام‌افتاده در میکروشیارهای یک سطح ناهموار فراهم می‌کند که یک سطح «مرکب» متشکل از هوا و نوک میکروپروتروشن‌ها را ایجاد می‌کند. این ساختار با کاهش مقیاس ویژگی‌ها حفظ می‌شود، بنابراین بسیاری از روش‌های سنتز سطوح فوق آبگریز بر سهم مقطعی متمرکز شده‌اند. انجماد بخار، لیتوگرافی، رسوب بخار، روش‌های قالب، تأیید مجدد پلیمر، تصعید، پلاسما، الکتروریسی، پردازش سل - ژل، روش‌های الکتروشیمیایی، سنتز هیدروترمال، رسوب لایه به لایه و واکنش‌های تک ظرفی روش‌هایی برای ایجاد سطوح ابرآبگریز هستند که پیشنهاد شده‌اند.
ساخت یک سطح فوق آبگریز نشان‌دهنده یک روش کارآمد برای انتقال فعالیت ضد میکروبی است.

### (شیمی) فلوروکربن (انواع ترکیبات آلی که دارای کربن و فلورین بوده و در ساختن لوازم برقی و غیره کاربرد دارد)
فلویورکربن‌ها و به خصوص پرفلویورکربن‌ها مواد زیر ساختی عالی برای ایجاد سطوح ابرهیدروپبوبیک به دلیل انرژی سطحی بسیار پایین خود هستند. این نوع از مواد از طریق جایگزینی اتم‌های هیدروژن با اتم‌های فلوئور یک هیدروکربن سنتز می‌شوند

### نانومواد
نانوذرات به خاطر رفتار فوق‌العاده‌شان برای انواع کاربردهای ضد میکروبی مختلف به کار می‌روند. مطالعات بیشتری در مورد توانایی نانومواد برای استفاده در پوشش‌های ضدمیکروبی با توجه به ماهیت بسیار فعال آن‌ها در حال انجام است.
| Application                                                                                     | Characteristic                                              | Nanomaterial     |
| ----------------------------------------------------------------------------------------------- | ----------------------------------------------------------- | ---------------- |
| UV protection, anti-bacterial, environmental purification, self-cleaning, solar cell efficiency | photo catalytic activity, low cost                          | Titanium dioxide |
| antimicrobial coating with long-term effectiveness                                              | prevent adhesion by abrasive surface, low cost              | Organosilane     |
| anti-microbial activity – bind and destroy cell membrane                                        | electrical Conductivity, low toxicity                       | Silver           |
| anti-microbial activity, used in textile industry                                               | photo catalytic activity                                    | Zinc oxide       |
| UV protection properties, anti-microbial additive                                               | electrical conductivity                                     | Copper           |
| antimicrobial activity, generate radicals that cause protein damage                             | superparamagnetic                                           | Magnetite        |
| antimicrobial activity, generate oxygen radicals that cause protein damage                      | high specific surface area                                  | Magnesium oxide  |
| anti-bacterial, acne curing agent                                                               | electrical conductivity                                     | Gold             |
| anti-bacterial against Clostridium difficile                                                    | similar to Fe3+ (essential metabolic nutrient for bacteria) | Gallium          |
| CNT/TiO2 nanocomposits; antimicrobial surfaces, fire retardant, anti-static.[3]                 | antistatic, electrical conductivity, absorption             | Carbon nanotubes |
| ....                                                                                            | ....                                                        | ....             |

با این حال، بیشتر یون‌های فلزی توانایی ایجاد رادیکال‌های اکسیژن را دارند در نتیجه اکسیژن مولکولی را تشکیل می‌دهند که برای باکتری‌ها شدیداً سمی است
{\displaystyle 2\ \mathrm {H_{2}O} +{\tfrac {1}{2}}\mathrm {O_{2}} \ \xrightarrow {\text{Metal ion}} \ 2\ \mathrm {H_{2}O_{2}} \rightarrow \mathrm {H_{2}O} +(\mathrm {O} )}

### روکش‌ها

#### پوشش‌های خود تمیز شونده
پوشش‌های فوتوکاتالیتیکی آن‌هایی هستند که شامل اجزا (افزودنی‌ها) هستند که واکنش‌ها را، به‌طور کلی از طریق یک مکانیزم رادیکال آزاد، هنگامی که توسط نور تحریک می‌شوند، کاتالیز می‌کنند. فعالیت فوتوکاتالیزوری (PCA)یک ماده معیاری از پتانسیل واکنش پذیر آن، براساس توانایی ماده برای ایجاد یک جفت حفره الکترونی در هنگامی که در معرض نور فرابنفش قرار می‌گیرد، فراهم می‌کند. رادیکال‌های آزاد تشکیل‌شده می‌توانند اکسید شوند و بنابراین مواد آلی را تجزیه کنند، مانند اتصالات لاتکس یافت‌شده در پوشش‌های آب‌برد. ترکیبات فعال فتوکاتالیستی در فرمولاسیون آن‌ها (به عنوان مثال دی ¬ اکسید تیتانیوم) که باعث ایجاد این ترکیبات می ¬ شوند پوشش دهی در طول زمان برای «پوسته‌پوسته شدن» انجام شد. این صفحات میکروب‌ها را به همراه خود حمل می‌کنند و یک پوشش «تمیز» بر جای می‌گذارند. سیستم‌هایی مانند این اغلب به عنوان خودتمیزکاری توصیف می‌شوند.

### افزودنی‌های ضد میکروب
به جای دوپینگ مستقیم یک سطح، فعالیت ضد میکروبی می‌تواند با اعمال پوششی حاوی عوامل ضد میکروبی مانند بیوسایدها یا نانوذرات نقره به یک سطح منتقل شود. در مورد دوم، نانوذرات می‌توانند اثرات مفیدی بر خواص ساختاری پوشش همراه با اثر ضد باکتریایی خود داشته باشند.

### پیوندهای ضد میکروب
پیوندهای ضد میکروبی (AMPها) توجه زیادی را به خود جلب کرده‌اند زیرا آن‌ها نسبت به توسعه مقاومت میکروبی بسیار کم‌تر حساس هستند. سایر آنتی‌بیوتیک‌ها ممکن است به مقاومت باکتریایی حساس باشند، مانند استافیلوکوکوس اورئوس چند مقاومتی (MRSA)که به عنوان یک مکانیزم مشترک در صنعت بهداشت و درمان شناخته می‌شود، در حالی که دیگر مواردهای باکتریایی بیشتر به نگرانی برای تصفیه فاضلاب در رودخانه‌ها یا خلیج‌های محلی تبدیل شده‌اند. AMPها را می‌توان با اتصال فیزیکی یا شیمیایی بر روی یک سطح عامل دار کرد. AMPها می‌توانند به صورت فیزیکی با استفاده از لایه‌های پلیمری با بار مخالف و ساندویچ کردن پلی پپتید بین آن‌ها متصل شوند. این ممکن است برای دستیابی به لایه‌های متعدد AMP برای فعالیت ضد باکتری تکرار شود. با این حال، اشکالات کمی در این مکانیزم وجود دارد. ضخامت ژل و برهمکنش پلیمر -پیوند می‌توانند بر نفوذ پیوندبه تماس باکتریایی تأثیر بگذارند. تحقیقات بیشتری باید برای تعیین اثر بخشی تکنیک جذب انجام می‌شود. با این حال، پیوند شیمیایی AMPها نیز به‌طور گسترده مورد مطالعه قرار گرفته‌است.
AMPها می‌توانند به صورت کووالانسی به یک سطح متصل شوند که «اثر نشت» پیوندها را به حداقل می‌رساند. این پیوندها به‌طور معمول با یک واکنش شیمیایی بسیار اگزونیک به هم متصل می‌شود در نتیجه یک سطح ضد میکروبی بسیار پایدار را تشکیل می‌دهد. سطح را می‌توان ابتدا با یک رزین پلی مر عامل دار کرد.

## سطح تماس سطوح
سطوح تماس ضد میکروبی شامل تمام انواع سطوح (مانند دستگیره‌های در، ریل‌ها، میزه‌ای سینی و غیره) است که اغلب توسط افراد در محل کار یا در زندگی روزمره، به ویژه در بیمارستان‌ها و کلینیک‌ها لمس می‌شوند.
سطوح تماس آلیاژ مس ضد میکروبی سطوحی هستند که از فلز مس یا آلیاژهای مس مانند برنج و برنز ساخته شده‌اند. آلیاژهای مس و مس توانایی طبیعی برای کشتن نسبتاً سریع میکروب‌های مضر اغلب ظرف دو ساعت یا کم‌تر را دارند (یعنی سطوح آلیاژ مس ضد میکروبی هستند). بخش عمده‌ای از اثر ضد میکروبی مربوط به مس در حال حاضر در دانشگاه ساوتمپتون و نورتامبریا (انگلستان)، دانشگاه استلنبوش (آفریقای جنوبی)، دانشگاه پاناب (هند)، دانشگاه شیلی (شیلی)، دانشگاه کیتاساتو (ژاپن)، دانشگاه کویمبرا (پرتغال) و دانشگاه نبراسکا و ایالت آریزونا (آمریکا) انجام می‌شود. در حال حاضر در بیمارستان‌های انگلستان، شیلی، ژاپن، آفریقای جنوبی، و ایالات‌متحده، آزمایش‌های بالینی در مورد تأثیر آلیاژهای مس در کاهش میزان بروز عفونت‌های بیمارستانی در حال انجام است.
آژانس حفاظت از محیط‌زیست ایالات‌متحده (EPA)ثبت ۳۵۵ آلیاژ مس مختلف را به عنوان «مواد ضد میکروبی» با مزایای سلامت عمومی تصویب کرد.

## کاربرد

### تصفیه آب

#### پیوندهای ضد میکروبی و chitosan
به‌طور طبیعی کیتین و پیوندهای خاصی در گذشته به خاطر خواص ضد میکروبی خود شناخته شده‌اند امروزه، این مواد به منظور تولید کاربردهای ضد عفونی کم‌هزینه به نانوذرات مهندسی تبدیل می‌شوند. پیوندهای طبیعی، کانال‌های در مقیاس نانو را در غشاهای سلولی باکتریایی تشکیل می‌دهند که موجب فروپاشی اسمزی می‌شوند. این پیوندها در حال حاضر به منظور ایجاد نانوساختارهای ضد میکروبی با توجه به اندازه، مورفولوژی، پوشش‌ها، مشتق سازی و خواص دیگر سنتز می‌شوند که به آن‌ها اجازه می‌دهد تا برای خواص ضد میکروبی خاص به صورت مطلوب مورد استفاده قرار گیرند. chitosan پلی مر است که از کیتین در پوسته بندپایان به دست می‌آید و مدتی است که برای خواص ضد باکتریایی آن استفاده می‌شود اما حتی بیشتر از زمانی که این پلیمر به نانوذرات تبدیل شده‌است. ثابت شده‌است که chitozan علیه باکتری‌ها، ویروس‌ها و قارچ‌ها مؤثر است اما علیه قارچ‌ها و ویروس‌ها موثرتر از باکتری‌ها است. نانوذرات chitosan با بار مثبت با غشای سلول با بار منفی برهمکنش می‌کنند که باعث افزایش نفوذپذیری غشا و در نهایت نشت و پارگی اجزای داخل سلولی می‌شود.

### نانو ذرات نقره
ترکیبات نقره و یون‌های نقره نیز برای نشان دادن خواص ضد میکروبی شناخته شده‌اند و در طیف وسیعی از کاربردها از جمله تصفیه آب مورد استفاده قرار گرفته‌اند. نشان‌داده شده‌است که یون‌های نقره از تکثیر DNA جلوگیری می‌کنند و بر ساختار و نفوذپذیری غشا سلولی تأثیر می‌گذارند. نقره همچنین منجر به غیرفعال شدن UV باکتری‌ها و ویروس‌ها می‌شود زیرا یون‌های نقره در حضور اشعه UV - A و UV - C فعال هستند. سیستئین و یون‌های نقره یک کمپلکس را تشکیل می‌دهند که منجر به غیرفعال شدن هموفیلوس آنفلوانزا فاژ و باکتریوفاژ MS۲ می‌شود

## کاربردهای پزشکی و تجاری

### وسایل جراحی
حتی با وجود تمام اقدامات احتیاطی انجام‌شده توسط متخصصان پزشکی، گزارش شده‌است که عفونت تا ۱۳٫۹٪ از بیماران پس از تثبیت شکستگی باز و در حدود ۰٫۵–۲٪ از بیمارانی که پروتز مشترک دریافت می‌کنند، رخ می‌دهد. به منظور کاهش این تعداد، سطوح دستگاه‌های مورد استفاده در این روش‌ها با امید به جلوگیری از رشد باکتری‌هایی که منجر به این عفونت‌ها می‌شوند، تغییر یافته‌اند. این امر با پوشش دادن وسایل تیتانیوم با ترکیب ضد عفونی‌کننده کلرهگزیدین و کلروکسیلنول به دست آمده‌است. این ترکیب ضد عفونی‌کننده با موفقیت از رشد پنج ارگانیسم اصلی که باعث عفونت‌های مرتبط با پزشکی می‌شوند، که شامل استافیلوکوکوس اپیدرمیدیس، استافیلوکوکوس اورئوس مقاوم به متی سیلین، سودوموناس آئروژینوزا، اشریشیا کلی و کاندیدا آلبیکنس هستند، جلوگیری می‌کند

### پوشش‌های فتو کاتالیستی
رنگدانه‌های فعال مانند TiO۲ و ZnO بر روی بس‌ترهای شیشه‌ای، سرامیکی و فولادی برای اهداف خودتمیزکاری و ضد میکروبی مورد استفاده قرار گرفته‌اند. برای فعالیت باکتریسیدال فتوکاتالیتیک در کاربردهای تصفیه آب، مواد بس‌تر دانه‌ای به شکل ماسه‌های پشتیبان پوشش‌های ترکیبی آناتاز روتایل TiO۲ مورد استفاده قرار گرفته‌اند. فتوکاتالیستهای نیمه‌هادی اکسید مانند TiO۲ با تابش بیش از شکاف باند الکترونیکی ماده واکنش می‌دهند که منجر به تشکیل جفت الکترون - حفره (اکسایتون‌ها) و تولید ثانویه گونه‌های رادیکال از طریق واکنش با جذب در سطح فتوکاتالیست می‌شود که منجر به یک اثر اکسیداتیو یا کاهشی می‌شود که موجودات زنده را تجزیه می‌کند.

### سطوح تماس مس
سطوح آلیاژ مس خواص درونی برای تخریب طیف وسیعی از میکروارگانیسم‌ها دارند.
آژانس حفاظت از محیط‌زیست ایالات‌متحده (EPA)، که نظارت بر تنظیم عوامل و مواد ضد میکروبی در آن کشور را بر عهده دارد، دریافت که آلیاژهای مس بیش از ۹ / ۹۹٪ از بیماری‌های ناشی از استفاده از باکتری‌ها را در عرض دو ساعت زمانی که به‌طور منظم تمیز می‌شوند، از بین می‌برند. آلیاژهای مس و مس گروه‌های منحصر به فردی از مواد جامد هستند زیرا هیچ سطح تماس جامد دیگری در ایالات‌متحده اجازه ایجاد ادعاهای سلامت انسان را ندارد (اداره بهداشت عمومی EPA قبلاً تنها محدود به محصولات مایع و گازی بود). EPA وضعیت ثبت ضد میکروبی را به ۳۵۵ ترکیب مختلف آلیاژ مس اعطا کرده‌است. در کاربردهای بهداشتی، محصولات مس ضد میکروبی تأیید شده توسط EPA شامل تیغه، ریل‌های دستی، میزه‌ای بالای تخت، چاه، شیره‌ای آب، دستگیره در، سخت‌افزار توالت، قطب‌های وریدی، کیبوردهای کامپیوتری و غیره هستند. در کاربردهای عمومی، EPA محصولات مس ضد میکروبی تأیید شده شامل تجهیزات باشگاه سلامت، تجهیزات آسانسور، دسته‌های کارت خرید و غیره هستند. در کاربردهای ساختمانی مسکونی، EPA محصولات ضد میکروبی مس شامل سطوح آشپزخانه، برزنه‌ها، کف پایی، بشقاب‌های در هل، حوله، سخت‌افزار توالت، کاشی‌های دیوار و غیره هستند. در تأسیسات حمل و نقل عمومی، EPA محصولات ضد میکروبی مس شامل ریل‌های دستی، ریل‌های پلکانی، صندلی‌ها، نیمکت‌ها و غیره. لیست جامعی از آلیاژ مس محصولات سطحی که دارای وضعیت ثبت ضد میکروبی با ادعاهای سلامت عمومی توسط EPA هستند را می‌توان در اینجا یافت: سطوح تماس ضد میکروبی مس - آلیاژ محصولات تأیید شده.
در حال حاضر، آزمایش‌های بالینی بر روی سویه‌های میکروبی منحصر به مراکز مراقبت‌های بهداشتی در سراسر جهان در حال انجام است تا ارزیابی شود که تا چه حد آلیاژهای مس می‌توانند میزان بروز عفونت در محیط‌های بیمارستانی را کاهش دهند. نتایج اولیه در سال ۲۰۱۱ از مطالعات بالینی منتشر شد که بودجه آن توسط وزارت خانه‌های آمریکا تأمین می‌شد. بخش دفاع که در بخش‌های مراقبت‌های ویژه (ICU)در مرکز سرطان اسلون - کینک مموریال در شهر نیویورک، دانشگاه پزشکی کارولینای جنوبی و رالف اچ. در چارلستون، کارولینای جنوبی نشان می‌دهد که اتاق‌هایی که در آن‌ها سطوح تماس رایج با مس جایگزین شده بود، ۹۷٪ کاهش در پاتوژن‌های سطحی در مقابل اتاق‌های بدون کپی را نشان داد و بیماران در اتاق‌های ICU تقویت‌شده، ۴ / ۴۰٪ کاهش در خطر ابتلا به عفونت بیمارستانی در مقابل بیماران در ICU بدون کپی داشتند.

## پوشش‌های ضد سرب
بیوفولینگ دریایی به عنوان تجمع نامطلوب میکروارگانیسم‌ها، گیاهان و حیوانات بر روی سطوح مصنوعی غوطه‌ور در آب توصیف می‌شود. رشد قابل‌توجه بیوبیولینگ بر روی شناورهای دریایی می‌تواند مشکل‌ساز باشد. به‌طور سنتی، بیوسایدها، یک ماده شیمیایی یا میکرو ارگانیزم‌هایی که می‌توانند رشد ارگانیسم‌های مضر را با روش‌های شیمیایی یا بیولوژیکی کنترل کنند، برای جلوگیری از بیوفلور دریایی به کار می‌روند. بیوسایدها می‌توانند یا سنتزی باشند، مانند تری بوتیل تین (TBT)، یا طبیعی، که از باکتری‌ها یا گیاهان مشتق می‌شوند. TBT از نظر تاریخی بیوساید اصلی مورد استفاده برای پوشش‌های ضد رسوب بود، اما اخیراً ترکیبات TBT به عنوان مواد شیمیایی سمی در نظر گرفته شده‌اند که اثرات منفی بر روی انسان و محیط‌زیست دارند و توسط سازمان بین‌المللی دریانوردی ممنوع شده‌اند. طراحی اولیه پوشش‌های ضد رسوب شامل ترکیبات فعال (به عنوان مثال TBT)پراکنده در پوششی است که در آن به آب دریا برده می‌شوند، و هر گونه میکروب یا دیگر زندگی دریایی که به کشتی متصل شده بود را از بین می‌برند. با این حال، میزان انتشار برای بیوساید تمایل به کنترل‌نشده و اغلب سریع دارد، و پوشش را تنها برای ۱۸ تا ۲۴ ماه قبل از اینکه تمام بیوساید از پوشش خارج شود، مؤثر باقی می‌گذارد

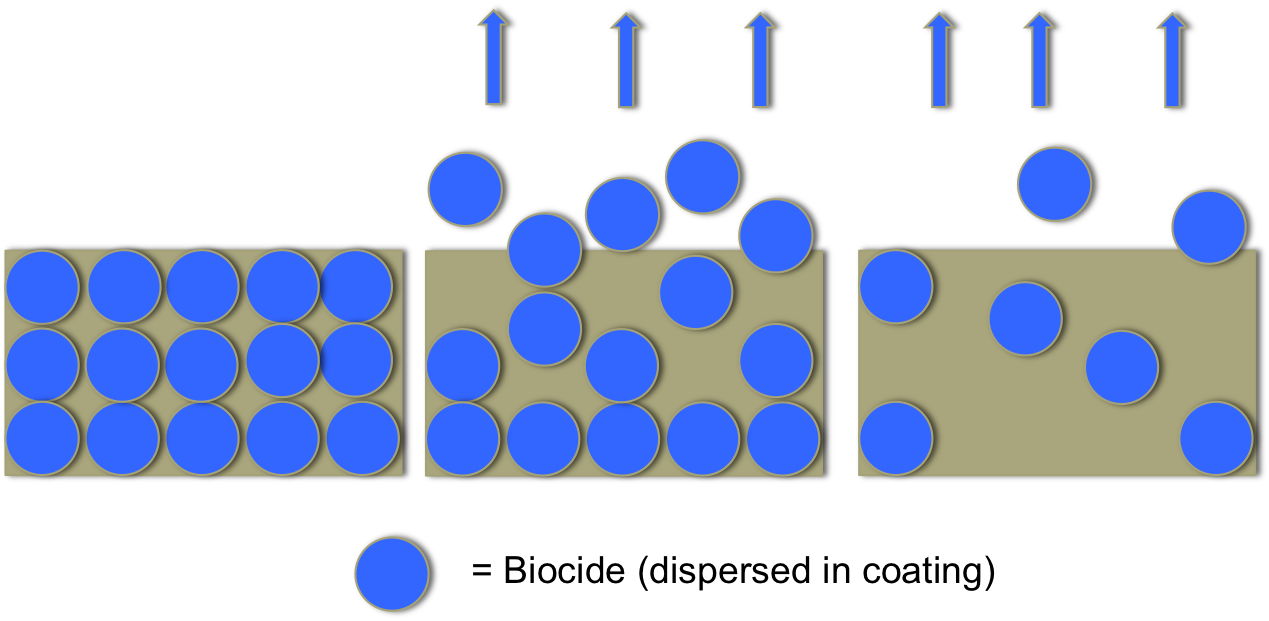
تصویر ۳: انتشار بیوساید در طول زمان

با این حال، این مشکل با استفاده از به اصطلاح رنگ‌های خودصیقل حل شد، که در آن بیوساید با سرعت کمتری آزاد شد در حالی که آب دریا با لایه سطحی رنگ واکنش نشان داد. اخیراً، رنگ‌های ضد رسوب مس - محور به این دلیل مورد استفاده قرار گرفته‌اند که نسبت به TBT در محیط آبی سمیت کمتری دارند، اما تنها در برابر زندگی حیوانات دریایی مؤثر هستند، و نه در برابر رشد علف هرز. پوشش‌های نچسب حاوی هیچ نوع بیوسایدی نیستند اما سطوح بسیار لغزنده دارند که مانع از رسوب بیشتر می‌شوند و تمیز کردن رسوب کوچکی که رخ می‌دهد را آسان‌تر می‌کنند. بیوسایدهای طبیعی در ارگانیسم‌های دریایی مانند مرجان و اسفنج یافت می‌شوند و همچنین اگر به یک کشتی اعمال شوند از رسوب جلوگیری می‌کنند. ایجاد تفاوت در بار الکتریکی بین بدنه و آب دریا یک عمل رایج در جلوگیری از رسوب است. ثابت شده‌است که این تکنولوژی مؤثر است، اما به راحتی آسیب می‌بیند و می‌تواند گران‌قیمت باشد. در نهایت، خاره‌ای میکروسکوپی می‌توانند به پوشش اضافه شوند و بسته به طول و توزیع، توانایی جلوگیری از اتصال بیشتر بیولینگ را نشان داده‌اند